# Anoh Attoukora
Anoh Apollinaire Attoukora Sfondo (n. 20 iunie 1989, Adjamé, Coasta de Fildeș) este un fotbalist ivorian care evoluează la FC Pau în Franța. A mai evoluat și la Dinamo.